# Ủy ban Ngân sách Thượng viện Hoa Kỳ
Ủy ban Ngân sách Thượng viện Hoa Kỳ (tiếng Anh: United States Senate Committee on the Budget) được thành lập theo Đạo luật Kiểm soát Ngân sách Quốc hội năm 1974. Nó chịu trách nhiệm soạn thảo kế hoạch ngân sách hàng năm của Quốc hội và giám sát hoạt động ngân sách của Chính phủ Liên bang. Ủy ban quản lý Văn phòng Ngân sách Quốc hội. Ủy ban đã hoạt động trong một thời gian ngắn như một ủy ban đặc biệt từ năm 1919 đến năm 1920 trong Quốc hội khóa 66, trước khi được thành lập trở thành ủy ban thường trực vào năm 1974.
Chủ tịch Ủy ban hiện tại là Bernie Sanders từ Vermont, và Thành viên Xếp hạng Ủy ban là Lindsey Graham từ South Carolina.

## Thành viên của ủy ban trongQuốc hội khóa 117
| Đa số | Thiểu số |
| --- | --- |
| - Bernie Sanders, Vermont , Chủ tịch - Patty Murray, Washington - Ron Wyden, Oregon - Debbie Stabenow, Michigan - Sheldon Whitehouse, Rhode Island - Mark Warner, Virginia - Jeff Merkley, Oregon - Tim Kaine, Virginia - Chris Van Hollen, Maryland - Ben Ray Luján, New Mexico - Alex Padilla, California | - Lindsey Graham, Nam Carolina, Thành viên Xếp hạng - Chuck Grassley, Iowa - Mike Crapo, Idaho - Pat Toomey, Pennsylvania - Ron Johnson, Wisconsin - Mike Braun, Indiana - Rick Scott, Florida - Ben Sasse, Nebraska - Mitt Romney, Utah - John Kennedy, Louisiana - Kevin Cramer, North Dakota |

Ghi chú:
1. ↑  Sanders là chính khách độc lập, nhưng họp kín với đảng Dân chủ

Nguồn:

## Chủ tịch Ủy ban
| Chủ tịch | Chủ tịch           | Đảng     | Tiểu bang      | Nhiệm kỳ  |
| -------- | ------------------ | -------- | -------------- | --------- |
|          | Edmund S. Muskie   | Dân chủ  | Maine          | 1975–1980 |
|          | Ernest F. Hollings | Dân chủ  | South Carolina | 1980–1981 |
|          | Pete Domenici      | Cộng hòa | New Mexico     | 1981–1987 |
|          | Lawton Chiles      | Dân chủ  | Florida        | 1987–1989 |
|          | James Sasser       | Dân chủ  | Tennessee      | 1989–1995 |
|          | Pete Domenici      | Cộng hòa | New Mexico     | 1995–2001 |
|          | Kent Conrad        | Dân chủ  | North Dakota   | 2001      |
|          | Pete Domenici      | Cộng hòa | New Mexico     | 2001      |
|          | Kent Conrad        | Dân chủ  | North Dakota   | 2001-2003 |
|          | Don Nickles        | Cộng hòa | Oklahoma       | 2003–2005 |
|          | Judd Gregg         | Cộng hòa | New Hampshire  | 2005–2007 |
|          | Kent Conrad        | Dân chủ  | North Dakota   | 2007–2013 |
|          | Patty Murray       | Dân chủ  | Washington     | 2013–2015 |
|          | Mike Enzi          | Cộng hòa | Wyoming        | 2015–2021 |
|          | Bernie Sanders     | Độc lập  | Vermont        | 2021–nay  |

Ghi chú:
1. ↑  Vào đầu Quốc hội khóa 107, tháng 1 năm 2001, Thượng viện bị chia đều. Với việc Tổng thống Bill Clinton và Phó Tổng thống Al Gore của đảng Dân chủ vẫn còn phục vụ cho đến ngày 20 tháng 1, Phó Tổng thống Gore có quyền bỏ phiếu phá vỡ thế hoà và do đó đảng Dân chủ kiểm soát Thượng viện trong 17 ngày, từ ngày 3 tháng 1 đến ngày 20 tháng 1. Vào ngày 3 tháng 1, Thượng viện đã thông qua S. Res. 7 chỉ định các thượng nghị sĩ Đảng Dân chủ làm chủ tịch ủy ban phục vụ trong thời kỳ này và các chủ tịch đảng Cộng hòa sẽ phục vụ có hiệu lực vào trưa ngày 20 tháng 1 năm 2001.
2. ↑  Vào ngày 6 tháng 6 năm 2001, Đảng Dân chủ nắm quyền kiểm soát Thượng viện sau khi Thượng nghị sĩ James Jeffords (VT) chuyển từ Đảng Cộng hòa sang Độc lập và tuyên bố rằng ông sẽ họp kín với Đảng Dân chủ.
3. ↑  Sanders là chính khách độc lập, nhưng họp kín với đảng Dân chủ